# Krajowe Ramy Kwalifikacji
Krajowe Ramy Kwalifikacji dla Szkolnictwa Wyższego – zrozumiały w kontekście krajowym i międzynarodowym opis kwalifikacji zdobywanych w systemie szkolnictwa wyższego w danym kraju.
Kwalifikacje są opisane w języku efektów kształcenia, które z kolei są opisane w kategoriach wiedzy, umiejętności i kompetencji społecznych. Studenci zdobywają kwalifikacje na trzech poziomach i w dwóch profilach.

## Poziomy kwalifikacji
odpowiadają:
- uzyskaniu – w wyniku ukończenia studiów pierwszego stopnia – tytułu zawodowego licencjata, inżyniera lub równorzędnego,
- uzyskaniu – w wyniku ukończenia studiów drugiego stopnia – tytułu zawodowego magistra, magistra inżyniera lub równorzędnego,
- uzyskaniu stopnia naukowego doktora.

## Profile kwalifikacji
- profil ogólnoakademicki,
- profil praktyczny.

## Krajowe Ramy Kwalifikacji w Europie
Krajowe Ramy Kwalifikacji dla Szkolnictwa Wyższego istniały przed konferencją w Bergen we Francji i Wielkiej Brytanii. We Francji Krajowe Ramy Kwalifikacji dla Szkolnictwa Wyższego (Répertoire national des certifications professionnelles) wprowadzono na podstawie przepisów ustawy z dnia 17 stycznia 2002 i dekretu nr 2002-617 z dnia 26 kwietnia 2002. W Anglii, Walii i Irlandii Północnej Krajowe Ramy Kwalifikacji dla szkolnictwa wyższego (Framework for Higher Education Qualifications) zostały wprowadzane w 2001. W tym samym roku został przyjęty Szkocki System Punktów i Kwalifikacji. Krajowe Ramy Kwalifikacji (Qualifikationsrahmen für Deutsche Hochschulabschlüsse) zostały również w pełni wdrożone w Niemczech, ich kształt uzgodniły w dniu 21 kwietnia 2005 Konferencja Rektorów Niemieckich i Stała Konferencja Ministrów Edukacji i Kultury Landów w Republice Federalnej Niemiec oraz Federalne Ministerstwo Edukacji i Nauki. W Norwegii wprowadza się Krajowe Ramy Kwalifikacji dla szkolnictwa wyższego (Nasjonalt Kvalifikasjonsrammeverk) na podstawie przepisów rozporządzenia Ministra Edukacji i Nauki z dnia 20 marca 2009 r. Jej pełne wdrożenie przewiduje się do końca 2012 r.